# 豆形凯利蛤
豆形凯利蛤（学名：Kellia porculus），是帘蛤目猿头蛤科凯利蛤属的一种。主要分布于韩国、中国大陆，常栖息在潮间带至潮下带20米。